# Cyclodius
Cyclodius is een geslacht van kreeftachtigen uit de klasse van de Malacostraca (hogere kreeftachtigen).

## Soorten
- Cyclodius drachi (Guinot, 1964)
- Cyclodius granulatus (Targioni-Tozzetti, 1877)
- Cyclodius granulosus de Man, 1888
- Cyclodius nitidus (Dana, 1852)
- Cyclodius obscurus (Hombron & Jacquinot, 1846)
- Cyclodius paumotensis (Rathbun, 1907)
- Cyclodius perlatus (Nobili, 1905)
- Cyclodius ungulatus (H. Milne Edwards, 1834)